# Autographa percontatrix
Autographa percontatrix är en fjärilsart som beskrevs av Aurivillius 1888. Autographa percontatrix ingår i släktet Autographa och familjen nattflyn. Inga underarter finns listade i Catalogue of Life.